# Доброхотов, Платон Иванович
Плато́н Ива́нович Доброхо́тов (1791, Москва — 1832) — профессор общей словесности Московской духовной академии.

## Биография
Родился в 1791 году в семье священника московского Никольского храма в Хамовниках.
С сентября 1799 года учился в московской Славяно-греко-латинской академии, по окончании которой был в ней информатором греческого (с сентября 1810 по 1814) и еврейского (1812—1814) языков. В октябре 1814 года, в числе 19 её бывших воспитанников, был зачислен в студенты Московской духовной академии. Учился вместе с Петром Делицыным и Фёдором Голубинским. В студенческом философско-богословском обществе «Учёные беседы» был избран «старшим членом общества» (председателем). Во время обучения состоял помощником библиотекаря академии.
В конце августа 1818 года был утверждён в степени магистра и определён бакалавром всеобщей словесности, которую читал до 1832 года, «по своим запискам, с акцентом на философию» (с 1826 года был экстраординарным профессором). Филарет (Гумилевский) отмечал его лекции о стихотворстве и еврейской поэзии, о вкусе и критике, приписывая им «сильное влияние на умственное развитие студентов». Другой выпускник 1830 года, Яков Миловский, писал:

Экстраординарный профессор эстетики Платон Иванович Доброхотов, холостяк, имел ум основательный, но язык злой. Строго критиковал он наши сочинения и всегда с тонкою ирониею, не объявляя, впрочем, имени автора. Бывало, сердце замирает, когда он вынимает из бокового кармана тетрадку: что, если тут мое сочинение? сгоришь от стыда! Спрашивал он меня один только раз в два года и целый час беседовал со мною о вкусе. К счастью, я недавно просматривал этот трактат и не только имел его в свежей памяти, но умел указать на некоторые иностранные источники, касающиеся этого предмета. Платон остался доволен моими ответами и настоял (голос его был уважаем в конференции) поставить меня в списки довольно высоко. Вскоре после окончания мною курса он умер.
— Записки протоиерея Иакова Васильевича Миловского
С 1830 года состоял членом комитета по пересмотру, исправлению и переложению на русский язык славянского перевода «Бесед Иоанна Златоустаго на Евангелие от Матфея».